# 김용운 (교수)
김용운(金容雲, 1927년 9월 6일 ~ 2020년 5월 30일)은 대한민국의 수학자, 철학자, 문명 비평가이다. 수학, 철학, 인류학, 언어학의 여러 분야에서 활동하였으며, 한국의 수학사를 확립하였다는 평가를 받는다. 한양대학교 수학과 교수로 재직하였다. 본관은 광산이다.

## 생애
김용운은 1927년 일본 도쿄에서 태어났다. 와세다 대학을 입학한 해에 해방을 맞았고, 1946년에 아버지의 고향인 전라남도 나주로 귀향하였다. 1947년부터 목포고등학교, 광주제일고등학교 등에서 수학 교사로 재직하면서 수학을 대중화할 필요성을 느꼈고, 후일 여러 수학 대중서를 집필하는 계기가 되었다. 10여 년 동안 교편을 잡은 뒤 미국과 캐나다에서 유학하면서 이학박사 학위를 취득하였다.
1970년대 후반에는 수학사를 연구하였고, 1980년대부터는 수학과 역사를 접목하며 한국과 일본을 비교문화적으로 분석해 왔다. 공동체의 집단 무의식을 뜻하는 원형과 공동체가 놓인 풍토가 언어와 역사의 발달에 관여하였다는 구조주의 원형사관을 창안하였다. 1983년에 한국수학사학회를 창립하여 초대 회장을 맡았으며, 1994년에는 자신의 동생인 김용국 한양대학교 교수와 함께 웅진출판(현재의 웅진씽크빅)의 수학 학습지 브랜드인 웅진용운수학의 개발 과정에 참여하였는데 이는 웅진의 학습지 브랜드인 씽크빅의 전신이기도 하다. 평생 150여 권의 책을 집필하였다.

## 학력
- 일본 와세다 대학 광산과 학사 (중퇴)
- 조선대학교 수학과 학사[9][10]
- 미국 오번 대학교 대학원 (이학석사)
- 캐나다 앨버타 대학교 대학원 (이학박사)

## 경력
- 미국 위스콘신 대학교 조교수 (1962-1965)
- 일본 고베 대학 객원교수
- 일본 도쿄 대학 객원교수
- 일본 국제문화연구센터 객원교수
- 한양대학교 수학과 교수 (1969-1993)
- 한국수학사학회 회장
- 한양대학교 수학과 명예교수 (1994-2020)
- 방송문화진흥원 이사장 (2000-2003)
- 한국수학문화연구소 소장

## 저서
| - 《수학의 약점》, 전파과학사, 1973. - 《공간의 역사》, 전파과학사, 1975. (김용국 공저) - 《한국 수학사》, 열화당, 1977. (김용국 공저) - 《세계수학 문화사》, 전파과학사, 1979. (김용국 공저) - 《카타스트로피 이론입문》, 우성문화사, 1980. - 《초등상미분방정식》, 청문각, 1983. (신재철, 엄장일 공저) - 《韓國人と日本人: 雙對文化のプリズム》, サイマル出版會, 1983. - 《鎖國の汎パラダイム: 日韓文化の異質性》, サイマル出版會, 1984. - 《동양의 이학과 사상》, 일지사, 1984. (김용국 공저) - 《개성상인의 상술》, 한길사, 1986. - 《日韓民族の原型: 同じ種から違った花が笑く》, サイマル出版會, 1986. - 《인간학으로서의 수학》, 우성문화사, 1988. - 《토폴로지 입문》, 우성문화사, 1988. (김용국 공저) - 《訪れる没落: 「原型史觀」が示した日韓米の盛衰》, 情報センタ-出版局, 1988. - 《일본의 몰락》, 한국경제신문사, 1989. - 《집합론과 수학》, 우성문화사, 1989. (김용국 공저) - 《수학의 흐름》, 전파과학사, 1989. (김용국 공저) - 《재미있는 수학여행》 1-4, 김영사, 1990-1991. (김용국 공저) - 《엄마의 산수》 1-2, 김영사, 1992. (김용국 공저) - 《지성의 비극》, 일지사, 1992. (김용국 공저) - 《원형의 유혹》, 한길사, 1994. | - 《한국인과 일본인》 1-4, 한길사, 1994. - 《중국수학사》, 민음사, 1996. (김용국 공저) - 《김용운·김용국 교수의 수학 클리닉》, 김영사, 1997. (김용국 공저) - 《카오스의 날갯짓》, 김영사, 1999. - 《韓·中·日의 역사와 미래를 말한다》, 문학사상사, 2000. (진순신 공저) - 《카오스와 불교》, 사이언스북스, 2001. - 《한국수학사 논문집》, 한국학술정보, 2003. - 《문화 속의 수학》, 한국학술정보, 2003. - 《일본어는 한국어다》 1-2, 가나북스, 2006. - 《한·일간의 얽힌 실타래》, 문학사상사, 2007. - 《한국어는 신라어 일본어는 백제어》, 시사일본어사, 2009. - 《청소년을 위한 한국 수학사》, 살림MATH, 2009. - 《천황은 백제어로 말한다》, 한얼사, 2009. - 《수학사대전》, 경문사, 2010. - 《천황이 된 백제의 왕자들》, 한얼사, 2010. - 《나라의 힘은 수학 수준에 비례한다》, 경문사, 2011. - 《김용운의 수학사》, 살림. 2013. - 《풍수화》, 맥스교육, 2014. - 《수학의 원리 철학으로 캐다》, 상수리, 2017. - 《역사의 역습》, 맥스미디어, 2018. - 《개인의 이성이 어떻게 국가를 바꾸는가》, 맥스미디어, 2020. |  |